# Phare de Hanstholm
Le phare de Hanstholm (en danois : Hanstholm Fyr) est un phare au Danemark. Il a été construit (avec la résidence du gardien de phare) sur Hanstholmknuden en 1843. Il était alors le phare le plus grand et le plus puissant du Danemark. À cette époque, Jørgen Hansen Koch, en tant que constructeur de cours, avait la responsabilité globale de la construction des phares, et Georg Holgreen a été chargé de superviser la construction des phares à Fornæs et Hanstholm, entre autres.
Cependant, la construction d’origine, qui a été achevée en 1842, était trop faible pour supporter les optiques et s’est fissurée. Le contrat n’était pas assez précis pour en attribuer la responsabilité à quelqu’un, mais le maître maçon Sibbern a démoli la tour et en a construit une nouvelle, plus solide, à ses propres frais. Sibbern admit qu’il avait mal compris les instructions concernant l’épaisseur des murs, mais maintint que les plans originaux de Holgreen n’avaient pas été assez précis. Holgreen était si dépité par ces critiques qu’il s’est pendu dans le sous-sol du phare. Après cela, Jens Poulsen Jacobsen est devenu le nouveau chef de chantier. Le phare a été achevé le 6 novembre 1843 et a été mis en service le 15 décembre.
En 1889, le phare de Hanstholm a été le premier phare danois à être équipé d’une lumière électrique et a également reçu une lentille de Fresnel de 1er ordre, ce qui en a fait le phare le plus puissant du monde pendant une période.